# Hushbox
Hushbox, tyst box, är en låda man bygger runt sin projektor för att dämpa ljudet. Problemet man får är ofta att det utvecklas mycket värme i en hushbox. Därför brukar man få sätta till utblås- och insugsfläktar, men då får man problem med att dessa låter.